# Élections législatives sénégalaises de 2024
Les élections législatives sénégalaises de 2024 ont lieu le 17 novembre 2024 afin d'élire pour cinq ans les 165 députés de l'Assemblée nationale du Sénégal.
Les élections sont convoquées de manière anticipée par le président de la République Bassirou Diomaye Faye du PASTEF, élu lors de l'élection présidentielle d'avril 2024. Ce dernier est en effet confronté à de profonds désaccords avec la législature sortante élue en 2022, dominée par le parti de son prédecesseur, Macky Sall.
Le résultat voit la victoire écrasante du PASTEF qui remporte la majorité absolue à l'Assemblée nationale avec 130 des 165 sièges. Les coalitions d'opposition Takku Wallu Sénégal, Jàmm ak Njariñ, et Sàmm Sa Kàddu ne parviennent pas à réussir leur pari d'imposer une cohabitation au nouveau président.

## Contexte

### Élections de 2022
Les élections législatives de 2022 voient arriver en tête la coalition Unis par l'espoir (BBY) menée par l'Alliance pour la République (APR) du président Macky Sall, qui essuie cependant un recul en perdant la majorité absolue des sièges qu'elle détenait depuis 2012.
La coalition Libérer le peuple menée par le parti PASTEF d'Ousmane Sonko réalise une percée et quadruple son nombre de sièges, devenant la principale force d'opposition. La coalition Wallu Sénégal (Sauver le Sénégal) menée par le Parti démocratique sénégalais connait quant à elle une légère baisse de sa part des voix, mais parvient toutefois à augmenter son nombre de sièges.
Bénéficiant du ralliement post-électoral du député du parti Convergence démocratique Bokk Gis Gis, Unis par l'espoir parvient à conserver de justesse la majorité à l'Assemblée nationale,. Le scrutin est suivi du rétablissement de la fonction de Premier ministre, avec la nomination d'Amadou Ba le 17 septembre

### Élection de Bassirou Diomaye Faye

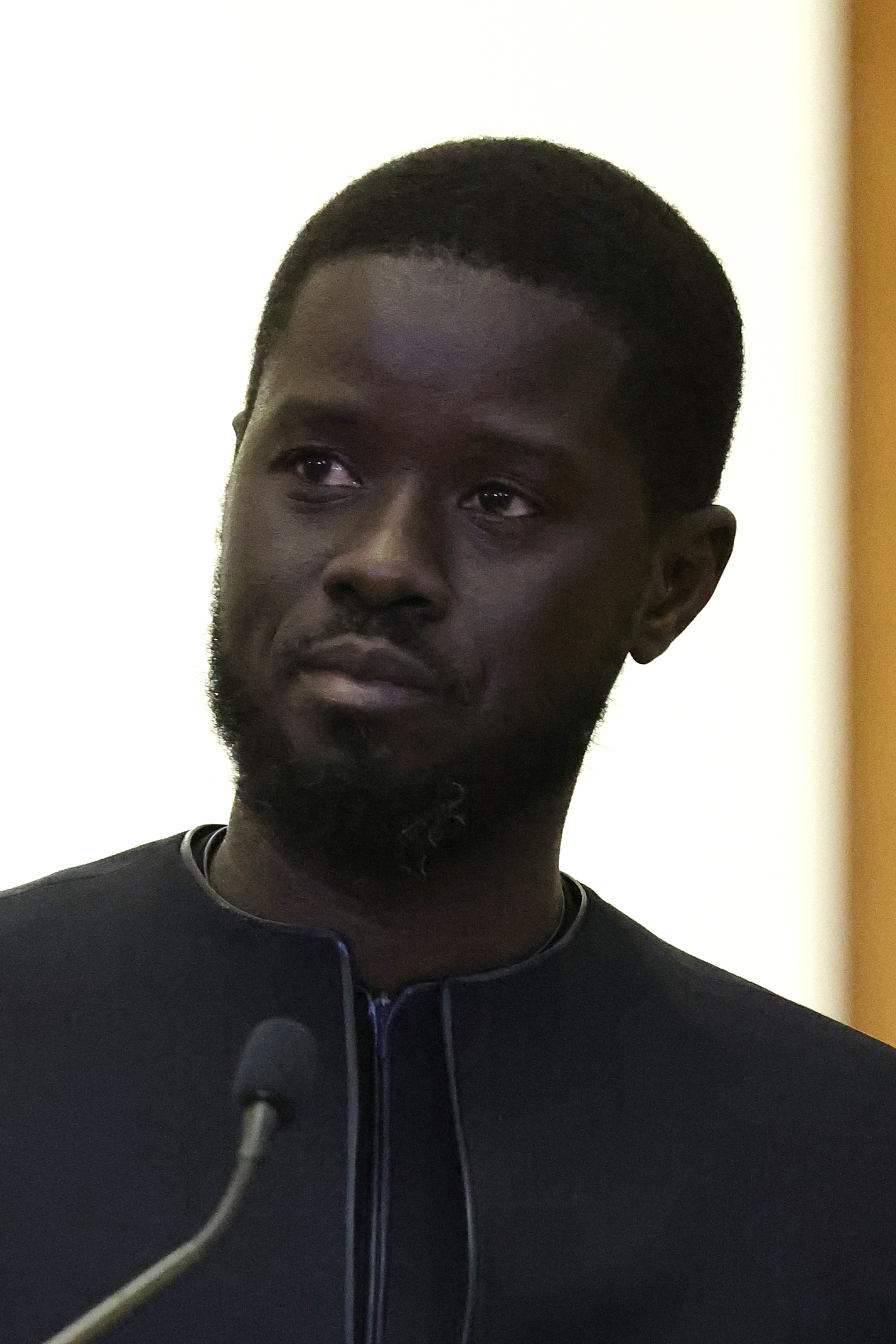
Bassirou Diomaye Faye.

Bassirou Diomaye Faye remporte l'élection présidentielle de 2024 dès le premier tour en arrivant largement en tête devant Amadou Ba, candidat de l'Alliance pour la République (APR) au pouvoir. Porté par le parti PASTEF dans un contexte d'inéligibilité d'Ousmane Sonko, il devient à 44 ans le plus jeune président élu de l'histoire du pays, le premier opposant élu dès le premier tour, ainsi que le premier officiellement polygame,,. Il est investi président de la république du Sénégal le 2 avril 2024. Il nomme le même jour le dirigeant du PASTEF, Ousmane Sonko, au poste de Premier ministre. Le nouveau gouvernement est nommé par Diomaye Faye le 5 avril suivant.
Le PASTEF demeure néanmoins largement minoritaire au parlement. Le 12 septembre 2024, dans un contexte de duel avec l'Assemblée nationale, Diomaye Faye dissout l'Assemblée nationale et annonce des élections législatives anticipées pour le 17 novembre 2024. Faye et Sonko justifient cette décision en accusant le parlement d'être contrôlé par une opposition bloquant ses propositions de réformes et son budget.

## Système électoral

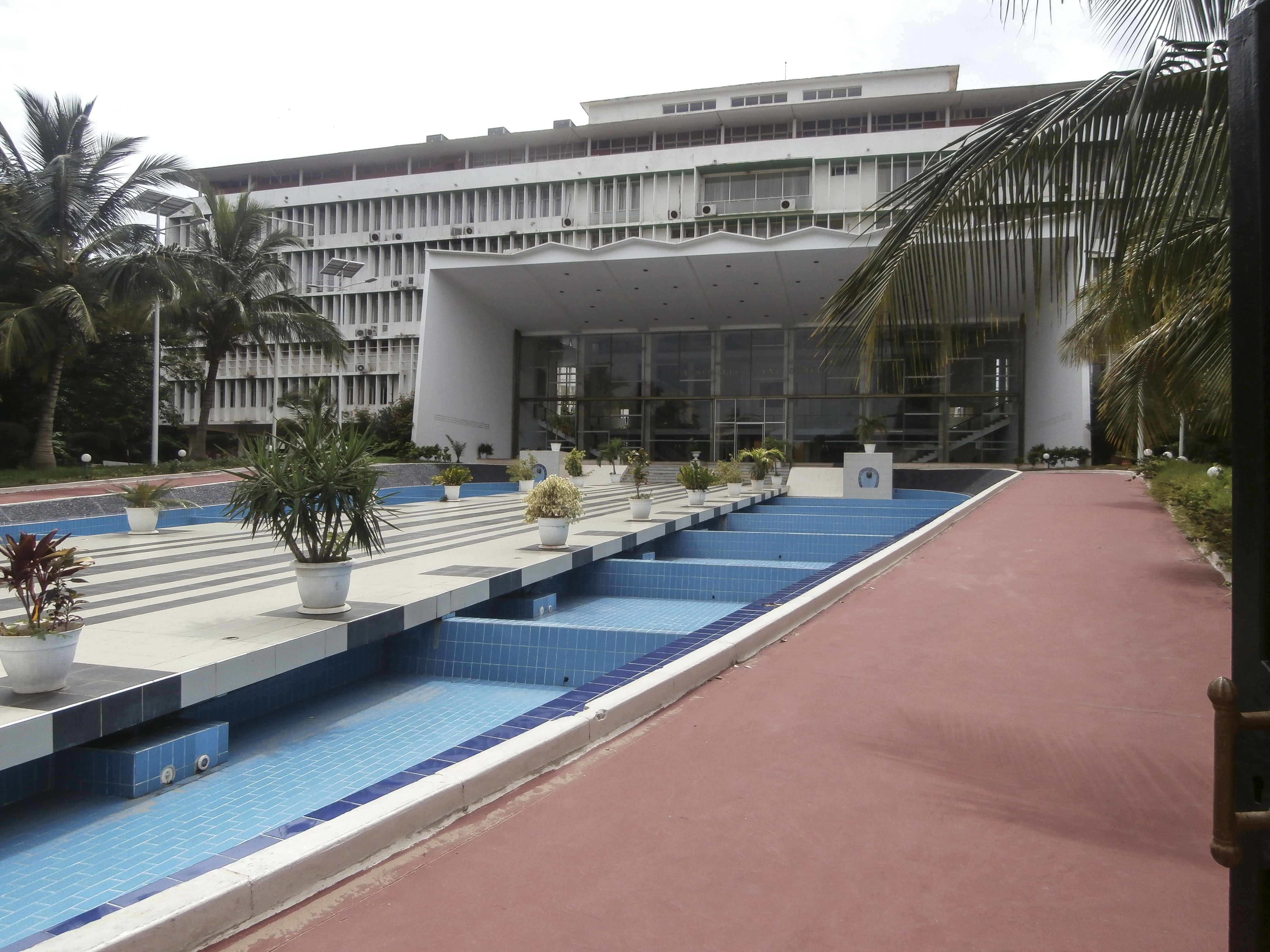
Le siège de l'assemblée à Dakar.

L'Assemblée nationale est composée de 165 sièges pourvus pour cinq ans selon un mode de scrutin parallèle dans 54 circonscriptions électorales correspondant aux 46 départements du Sénégal auxquels s'ajoutent 8 circonscriptions de la diaspora. Sur ce total, 112 sièges sont pourvus au scrutin de liste majoritaire à raison d'un à sept sièges par circonscription, selon leur population. Les circonscriptions de la diaspora comportent entre un et trois sièges, pour un total fixé à quinze sièges. Les électeurs votent pour une liste bloquée de candidat et d'un nombre égal de suppléants, sans panachage ni vote préférentiel. La liste ayant reçue le plus de voix remporte tout les sièges à pourvoir dans sa circonscription. Dans celles ne comportant qu'un seul siège, le vote prend de fait la forme d'un scrutin uninominal majoritaire à un tour,.
Les 53 sièges restants sont pourvus au scrutin proportionnel plurinominal sur la base du total des voix des partis additionnées au niveau national. Les deux systèmes opèrent indépendamment l'un de l'autre. Contrairement à un système mixte par compensation, les sièges à la proportionnelle ne sont pas attribués de manière que leurs additions à ceux du scrutin majoritaire fassent correspondre le total de sièges des partis à leurs parts des voix au niveau national. Chaque parti obtient une part des sièges pourvus à la proportionnelle correspondant à sa part des suffrages, auxquels s'ajoutent les 90 sièges obtenus dans les circonscriptions à la majorité relative, donnant au scrutin une tendance majoritaire. La répartition des sièges se fait selon le système du quotient simple. Dans le cas de candidats indépendants, les sièges restants après le premier décompte sont attribués suivant la règle du plus fort reste,,
Depuis une loi sur la parité votée en 2010, les listes de candidats et de suppléants doivent obligatoirement alterner les candidats de l'un ou l'autre sexe. Dans le cas où un seul siège est à pourvoir dans la circonscription, le titulaire et le suppléant sont obligatoirement de sexes différents. Pour participer aux élections législatives, les partis doivent préalablement recueillir les signatures d'au moins 0,5 % des électeurs inscrits sur les listes électorales dans la moitié au moins des régions du pays, avec un minimum de mille signatures par région.

### Répartition des sièges

#### Sur le territoire national
En application des dispositions de l'article L. 151 du Code électoral, le nombre de sièges pour le scrutin majoritaire pour les élections législatives de 2024, au niveau des départements situés sur le territoire national, est réparti comme suit:

#### À l'étranger
La répartition des sièges pour le scrutin majoritaire en ce qui concerne les départements de l'étranger est fixé comme suit conformément à l'article L.151 alinéas 3 et 4 du Code électoral:

## Campagne

### Partis en lice
Face au PASTEF, l'opposition est regroupée en trois coalitions. La première, Takku Wallu Sénégal, a pour chef de file l'ancien président Macky Sall. Celui-ci fait campagne à distance depuis le Maroc.
L'ancien Premier ministre Amadou Ba dirige la coalition Jàmm ak Njariñ tandis que le maire de Dakar, Barthélémy Dias, est tête de liste de Sàmm Sa Kàddu.
| Partis ou coalitions | Partis ou coalitions | Idéologie                                                             | Chef de file    |
| -------------------- | -------------------- | --------------------------------------------------------------------- | --------------- |
|                      | PASTEF               | Gauche conservatrice Socialisme africain, patriotisme, panafricanisme | Ousmane Sonko   |
|                      | Takku Wallu Sénégal  | Centre Libéralisme, libéralisme économique                            | Macky Sall      |
|                      | Jàmm ak Njariñ       | Centre gauche Social-démocratie, socialisme démocratique              | Amadou Ba       |
|                      | Sàmm Sa Kàddu        | Attrape-tout Populisme, libéralisme                                   | Barthélémy Dias |

### Violence électorale
Plusieurs incidents violents sont signalés pendant la campagne. Le 28 octobre 2024, des individus non identifiés attaquent le siège de la coalition d'opposition du Sàmm Sa Kàddu à Dakar et déclenchent un incendie. Le 30 octobre, le PASTEF déclare que le convoi d’Ousmane Sonko a été la cible de jets de pierres lors d’une sortie de campagne à Koungheul, blessant l'ancien ministre Malick Gackou, à la tête d’un parti allié. En réponse, le député de l'opposition Fanta Sall déclare que des « hommes forts » armés agissant au nom du PASTEF ont attaqué des militants de l'opposition,,.
Le 12 novembre, Ousmane Sonko appelle à venger des militants de son parti qui ont été attaqués.

## Résultats
|                           |                                                      |           |       |       |        |        |        |               |  |  |  |  |  |  |
| Partis ou coalitions      | Partis ou coalitions                                 | Voix      | %     | +/-   | Sièges | Sièges | Sièges | +/-           |  |  |  |  |  |  |
| Partis ou coalitions      | Partis ou coalitions                                 | Voix      | %     | +/-   | SM     | SP     | Total  | +/-           |  |  |  |  |  |  |
|                           | PASTEF                                               | 1 991 770 | 54,97 | N/A   | 101    | 29     | 130    | 107           |  |  |  |  |  |  |
|                           | Takku Wallu Sénégal (TWK)                            | 531 466   | 14,67 | 45,35 | 8      | 8      | 16     | 90            |  |  |  |  |  |  |
|                           | Jàmm ak Njariñ (JaN)                                 | 330 865   | 9,13  | Nv    | 2      | 5      | 7      | 7             |  |  |  |  |  |  |
|                           | Sàmm Sa Kàddu (SSK)                                  | 222 060   | 6,13  | Nv    | 0      | 3      | 3      | 3             |  |  |  |  |  |  |
|                           | La marche des territoires / Andu Nawlé (LMDT/AN)     | 47 636    | 1,31  | Nv    | 1      | 1      | 2      | 2             |  |  |  |  |  |  |
|                           | Farlu                                                | 28 303    | 0,78  | Nv    | 0      | 1      | 1      | 1             |  |  |  |  |  |  |
|                           | Les nationalistes / Jël Linu Moom                    | 26 876    | 0,74  | Nv    | 0      | 1      | 1      | 1             |  |  |  |  |  |  |
|                           | Pôle alternatif de la 3e voie « Kiraay ak Natangue » | 26 775    | 0,74  | Nv    | 0      | 1      | 1      | 1             |  |  |  |  |  |  |
|                           | Sénégaal Kese                                        | 25 822    | 0,71  | Nv    | 0      | 1      | 1      | 1             |  |  |  |  |  |  |
|                           | Sopi Senegal                                         | 22 991    | 0,63  | Nv    | 0      | 1      | 1      | 1             |  |  |  |  |  |  |
|                           | And Ci Kooluté Nguir Sénégal (AKS)                   | 21 391    | 0,59  | Nv    | 0      | 1      | 1      | 1             |  |  |  |  |  |  |
|                           | And Beesal Sénégal (ABS)                             | 20 765    | 0,57  | Nv    | 0      | 1      | 1      | 1             |  |  |  |  |  |  |
|                           | Autres partis                                        | 326 913   | 9,03  | –     | 0      | 0      | 0      | en stagnation |  |  |  |  |  |  |
|                           |                                                      |           |       |       |        |        |        |               |  |  |  |  |  |  |
| Suffrages exprimés        | Suffrages exprimés                                   | 3 623 633 | 99,28 |       |        |        |        |               |  |  |  |  |  |  |
| Votes blancs et invalides | Votes blancs et invalides                            | 26 487    | 0,72  |       |        |        |        |               |  |  |  |  |  |  |
| Total                     | Total                                                | 3 650 120 | 100   | –     | 112    | 53     | 165    | en stagnation |  |  |  |  |  |  |
| Abstentions               | Abstentions                                          | 3 721 771 | 50,49 |       |        |        |        |               |  |  |  |  |  |  |
| Inscrits / participation  | Inscrits / participation                             | 7 371 891 | 49,51 |       |        |        |        |               |  |  |  |  |  |  |

## Suites
Le scrutin est une large victoire pour le PASTEF qui obtient 130 sièges des 165 de l'Assemblée nationale, soit une majorité des 3/4,. Grand perdant des élections, la coalition Takku Wallu Sénégal de l'ancien président Macky Sall n'en réunit que 16, contre 106 aux précédentes élections. Le Conseil constitutionnel proclame les résultats définitifs le 25 novembre.
Dès le soir du scrutin, le Pastef est félicité par Barthélémy Dias et Amadou Ba, qui reconnaissent leur défaite. Macky Sall dénonce initialement des fraudes, avant de finir par féliciter à son tour le PASTEF, dont la victoire est si écrasante qu'elle se rend rapidement incontestable. Il s'agit de la plus large victoire pour un seul parti lors de législatives depuis les élections de 1988 avec le Parti socialiste dirigé par Abdou Diouf.
Le président de la République Bassirou Diomaye Faye réussit ainsi son pari d'une convocation anticipée des élections. De part son ampleur, cette victoire du PASTEF lui permet d'avoir les coudées franches pour appliquer son programme, axé sur une réforme constitutionnelle, la création d'emplois et la souveraineté alimentaire. Désormais sans obstacles politiques, le nouveau gouvernement fait en retour l'objet de très fortes attentes de la population en terme de lutte contre la corruption, d'une restauration de l'indépendance de la justice, et d'un développement du pays en vue d'une répartition plus équitable des richesses,